# Тихонов Микола Григорович
Мико́ла Григо́рович Ти́хонов (нар. 22 грудня 1917, Ярославль — пом. 1989, Маріуполь) — український радянський художник; член Спілки радянських художників України з 1963 року.

## Біографія
Народився 22 грудня 1917 року в місті Ярославлі (нині Росія). Упродовж 1936—1939 років навчався в Ярославському художньому училищі, де його викладачами зокрема були С. Шитов, В. Ганашкін, А. Чурін.
Брав участь у радянсько-фінській і німецько-радянській війнах. Протягом 1941—1945 років, разом із Леонідом Дешком, Іваном Йолкіним, Михайлом Козеллом, Данилом Шофманом та іншими створював тиражні плакати для Дальвидаву та рукотворні гострі сатиричні малюнки для серії агітаційно-сатиричних плакатів «Удар по ворогові».
З 1949 року жив і працював у Маріуполі. Мешкав у будинку на проспекті Леніна, № 86, квартира 69. Помер у Маріуполі у 1989 році.

## Творчість
Працював у галузі станкового і монументального живопису, політичного плаката. Серед робіт:
живопис
- «Весна» (1953);
- «Міські мотиви» (1954);
- «Ранок на морі» (1957);

плакати
- «Світ правду засвітить» (1961);
- «Є така партія» (1963, у співавторстві з Яковом Райзіним);
- «До мирної праці» (1965, у співавторстві з Яковом Райзіним);
- «В ім'я миру» (у співавторстві з Яковом Райзіним);
- «Ми беремо владу…» (1966);
- «Ювілейний процент» (1967);

монументальні твори
- мозаїчного панно екстер'єру кінотеатру імені Тараса Шевченка у Маріуполі (1964—1967, у співавторстві з Олександром Кечеджі та Яковом Райзіним);
- рельєф у палаці одружень у Маріуполі (1967, у співавторстві з Яковом Райзіним);
- мозаїка на універмазі смт Куйбишевого Запорізької області (1968, у співавторстві з Яковом Райзіним);
- мозаїка на кінотеатрі «Ювілейному» у Маріуполі (1970, у співавторстві з Яковом Райзіним);
- рельєф із мозаїкою на кінотеатрі «Союз» у Маріуполі (1977, у співавторстві з Яковом Райзіним);
- мозаїка на пансіонаті «Металург» заводу імені Ілліча (1977—1979, у співавторстві з Яковом Райзіним);
- мозаїка на торговому центрі в Єнакієвому (1970, у співавторстві з Яковом Райзіним та Віктором Пономарьовим).

Плакати художника були опубліковані в різних виданнях з мистецтва: «Мистецтво народів СРСР» у 9 томах, «Історія Українського мистецтва» у 6 томах, «Монументальне мистецтво СРСР», «Українська Ленініана» (Київ, 1970), «Мистецтво Радянської України» (Київ, 1977), журналах «Мистецтво», «Творчість», «Образотворче мистецтво» та інших. Протягом 1964—1972 років 12 плакатів художника було видано Політвидавом України масовим накладом.
Брав участь у всесоюзних (1967, Москва), республіканських (1961, 1963, 1964, 1966, 1967, 1968, 1969, 1970, 1974, 1978, Київ) художніх виставках графіки та плаката. Взяв участь у 1-й виставці монументального мистецтва (1970, Київ) та виставці «Монументальне мистецтво України за 60 років» (1978, Київ).